# Тунел под Сицилианския проток
Тунелът под Сицилианския проток е планиран мегапроект, който цели да свърже остров Сицилия, Италия с Тунис.
Разстоянието между двата бряга е около 155 км и ще бъде преодоляно с 5 тунела, построени между 4 междинни изкуствени острова, които ще бъдат построени с изкопен материал. Предварително проучване е назначено от института ЕНЕА.